# Václav Vlček (Schriftsteller)

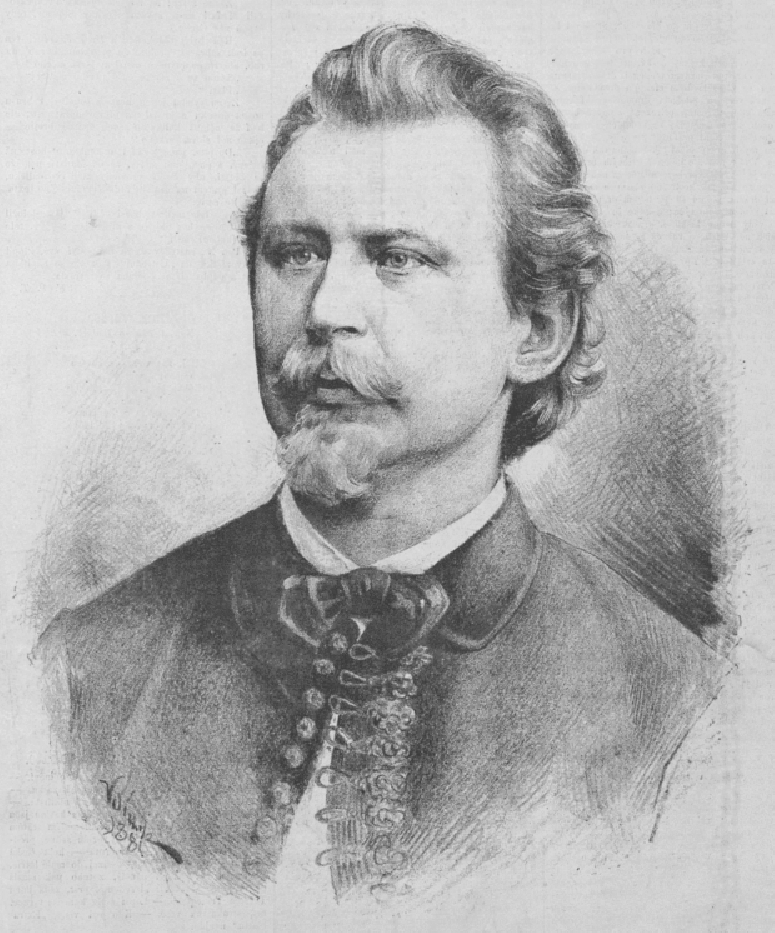
Václav Vlček

Václav Vlček (* 1. September 1839 in Střechov nad Sázavou (heute Ortsteil von Trhový Štěpánov), Böhmen; † 17. August 1908 in den Königlichen Weinbergen bei Prag) war ein tschechischer Dramatiker, Journalist und Romanschriftsteller.

## Leben
Der Bauernsohn Václav Vlček besuchte von 1852 bis 1860 das Akademische Gymnasium in Prag, war aber noch vor dessen Beendigung wegen mangelnder Unterstützung durch seine Eltern auf sich selbst gestellt. Als Joseph Richard Vilímek das Witzblatt Humoristické listy (d. h. Humoristische Blätter) gründete, arbeitete Vlček an diesem unter mehreren Pseudonymen mit und geriet wegen seiner aggressiven Artikel wiederholt in Konflikt mit der Polizei. Er studierte das Leben des Landvolks und verfasste nach diesen Beobachtungen Povídky z kraje (Geschichten vom Lande), die im Poutník z Prahy (Wanderer aus Prag), und Obrázky z naší vesnice (Bilder aus unserem Dorf), die im von Václav Štulc herausgegebenen Pozor abgedruckt wurden.
Von 1860 bis 1863 studierte Vlček klassische Philologie an der Universität Prag. Während dieser Zeit bewarb er sich 1861 mit seinem ersten dramatischen Versuch Soběslav zwar vergeblich um den Fingerhutschen Preis, errang aber den zweiten Preis.  Anfang 1863 erschien von ihm der erste selbständig herausgegebene Roman, Po půlnoci (d. h. Nach Mitternacht, 2 Teile, Prag 1863), der in amerikanischen tschechischen Journalen wiederholt nachgedruckt wurde.
Nach Abschluss seiner Universitätsstudien gegen Ende 1863 wandte Vlček sich dem Lehramt zu und übernahm eine Stellte als Supplent am Akademischen Gymnasium in Prag, 1865 aber eine solche am Gymnasium in Budweis. Dort lehrte er klassische Sprachen, Deutsch und Tschechisch, hielt aber auch Vorträge an der höheren Mädchenschule und vor einem ausgewählten Kreis der Stadtbewohner. Er wurde Mitarbeiter der in Budweis herausgegebenen Zeitschrift Budivoj und veröffentlichte in dieser seinen Roman Lidumil (Volksfreund). Zugleich gründete er ein Laientheater und leitete es selbst. 1866 erhielt sein Drama Eliška Přemyslovna (d. h. Elisabeth, die Přemysliden-Tochter) den zweiten Fingerhutschen Preis. Als damals der Buchhändler Ignaz Leopold Kober für eine Erzählung, die in seinem Kalender Posel z Prahy abgedruckt werden sollte, einen Preis ausschrieb, erwarb Vlček diesen mit seiner Dichtung Ondřej Puklice.
Im Dezember 1867 legte Vlček sein Lehramt nieder, um sich ganz der Literatur und dem Journalismus widmen zu können, und begab sich nach Prag. Anlässlich seines Abganges dorthin ernannte ihn die Budweiser tschechische Beseda zu ihrem Ehrenmitglied. Nun trat er bei der Redaktion der Tageszeitung Národní listy (Nationalzeitung) ein und besorgte zugleich die Zusammenstellung des politischen Teils im Journal Hlas (Die Stimme), das aber in Folge des Ausnahmezustandes bald verboten wurde. Dann kam er als Hauptmitarbeiter zur Zeitung Obrana (Die Gegenwehr), deren Redaktion er später übernahm. Ferner schrieb er für die Matice lidu, die gleich im ersten Jahrgang von ihm eine größere Arbeit brachte, O národní osvětě (Von der Volksaufklärung), worin er die Volksbildung und Kindererziehung behandelte und zur allseitigen Gründung von Tabors anregte. Er wurde ein zunehmend national-konservativer Autor und wirkte intensiv für die Förderung der tschechischen Kultur und Literatur in Böhmen.
Vlček verfasste auch zahlreiche historische Romane, die in verschiedenen Zeitungen erschienen: so Jan Švehla, Dalibor und Čtibor Hlava in den Květy; Jan Hvězda z Vecímilic und Dominik im Světozor; und Jan Pašek z Vratu und Paní Lichnická in der Matice lidu. Unter seinen vielen Erzählungen ragen aber insbesondere hervor Věnec vavřínový (Der Lorbeerkranz, 1872 in Osvěta, separat 1877 in 6 Bänden erschienen) und Zlato v ohni (Das Gold im Feuer, umgearbeitete Ausgabe in 5 Bänden, 1882). Der Verfasser bekundet in ihnen eine ungewöhnliche Beobachtungsgabe und meisterhafte Darstellungskunst der bürgerlichen Lebensverhältnisse.
Hinsichtlich der Bühne war Vlček sowohl als Theaterreferent tätig, indem er in den Národní listy die Theaterkritik der tschechischen Bühne besorgte, als auch als Poet, indem er Dramen dichtete. Zu letzteren zählte u. a. das 1868 von ihm verfasste Trauerspiel Milada, das wie sein bereits erwähntes Eliška Přemyslovna mit Erfolg aufgeführt wurde. 1869 schrieb er die dramatische Satire Rebelice v Kocourkově (Der Aufruhr in Krähwinkel), die  den Preis der dramatischen Genossenschaft in Prag gewann. Diese Genossenschaft, die zahlreiche Mitglieder aus Böhmen und Mähren hatte, berief Vlček zu ihrem Geschäftsleiter. Das von Vlček verfasste Drama Lipany feierte anlässlich seiner Aufführung bei der Eröffnung des neuen Nationaltheaters im Juni 1881 ebenfalls großen Erfolg. Von seinen publizistischen Arbeiten erschien eine Sammlung unter dem Titel Tužby vlastenecké (Patriotische Klagen, Prag 1879).
1871 übernahm Vlček die Redaktion der von ihm gegründeten Monatsschrift Osvěta (Aufklärung), welche die erste tschechische populärwissenschaftliche Zeitung für Kultur und Politik war. Dieses Journal, das einen bedeutenden Einfluss auf die Entwicklung der tschechischen Literatur ausübte, sicherte Vlček eine auskömmliche Existenz, und  er gab es bis zu seinem 1908 erfolgten Tod heraus. 1872 bereiste er als Stipendiat die Schweiz und Deutschland. Er gehörte verschiedenen Schriftstellerverbänden an, hielt häufig Vorträge über Literatur und Kultur und war auch politisch als Mitglied des königlichen Weinberger Gemeinderats tätig. In höherem Alter schrieb er teilweise autobiographische Züge aufweisende Belletristik wie z. B. Sněhy a ledy (1908).

## Werke (Auswahl)
- Po půlnoci (Nach Mitternacht), Roman, 2 Teile, Prag 1863
- Přemysl Otokar. Truchlohra v pěti jednáních (Přemysl Otokar. Trauerspiel in 5 Akten), Prag 1864
- Soběslav. Dramatický obraz z dějin českých v pěti jednáních (Sobjeslav. Dramatisches Gemälde aus der tschechischen Geschichte in 5 Akten), Prag 1864
- Šachy. Veselohra ve třech jednáních (Die Schachpartie. Lustspiel in 3 Aufzügen), Prag 1864
- Eliška Přemyslovna. Truchlohra v pěti jednáních (Elisabeth, die Přemysliden-Tochter. Tragödie in 5 Aufzügen), Budweis 1866
- Jan Pašek z Vratu. Obraz z dějin českých věku šestnáctého (Johann Pašek von Vrat. Bild aus dem 16. Jahrhundert der böhmischen Geschichte), Prag 1867
- O národní osvětě hledíc obzvláště k literatuře české (Über das nationale Bewusstsein, hauptsächlich mit Rücksicht auf die böhmische Literatur), Prag 1868
- Milada. Truchlohra v pěti jednáních (Milada. Tragödie in 5 Aufzügen), 2. Auflage Prag 1869
- Paní Lichnická: Pověst z počátku XVI. století (Frau Lichnický. Sage aus dem Anfang des 16. Jahrhunderts), Prag 1870
- Poslání Pražanům a tolikéž jiným měštěnínům českého jazyka, 1872
- Jan Švehla, 1873
- O nynějších poměrech českých: desatero kapitol lidu českému, 1875
- Věnec vavřínový (Der Lorbeerkranz), 6 Bände, 1877
- Lipany, Tragödie in 5 Akten, 1881
- Zlato v ohni (Das Gold im Feuer), Roman, 5 Bände, 1882
- Dalibor, historischer Roman, 1888
- Setník Halaburd, zeitgenössischer Gesellschaftsroman, 1892
- Černé jezero: Román mladého srdce, 1893
- Druhové z mládí, Roman, 1907
- Sněhy a ledy: drobné příběhy a velké otázky, Erinnerungen, 1908